# سوگیزو
سوگیزو (انگلیسی: Sugizo؛ زادهٔ ۸ ژوئیهٔ ۱۹۶۹) موسیقی‌دان، بازیگر، آهنگساز، گیتارنواز، ترانه‌پرداز، تهیه‌کننده موسیقی، و نوازنده ویولن اهل ژاپن است. وی از سال ۱۹۸۶ میلادی تاکنون مشغول فعالیت بوده‌است.